# Контрудар (фільм)
«Контруда́р» (рос. «Контрудар») — український радянський воєнний фільм 1985 року режисера Володимира Шевченка. Присвячений Миколі Ватутіну, генералу 1-го Українського фронту в роки Другої світової війни. Прем'єра відбулась у грудні 1985 року.

## Сюжет фільму
Фільм розповідає про генерала Миколу Ватутіна, який після звільнення Києва та Житомира вирішує зупинити стрімкий наступ. Німецькі війська фельдмаршала Еріха фон Манштейна починають активний наступ. Через Дніпро немає мостів, тому радянським військам важко отримати підмогу. А німецькі війська все більше і більше отримують свіже поповнення із заходу. На фоні цього Ватутін вирішує відступити, віддаючи німцям щойно звільнені Житомир та Брусилів. Сталіну це не подобається і він вимагає від Ватутіна почати наступ на війська Манштейна. Для цього він надсилає генерала Костянтина Рокоссовського, щоб той замінив Ватутіна, однак він вірить у правильність дій останнього. Окрім цього генерал Ватутін дізнається від розвідників про план Манштейна щодо наступу на Коростень і вирішує провести операцію по дезінформації противника. Це вимушує обдуреного Манштейна змінити напрям наступу, а в цей час радянські війська ведуть активний наступ і розбивають німецькі угрупування.

## В ролях
| Актор                  | Роль                     |
| ---------------------- | ------------------------ |
| Віктор Павлов          | генерал Ватутін          |
| Всеволод Платов        | генерал Рибалко          |
| Олег Шкловський        | підполковник Драгунський |
| Микола Бурляєв         | генерал Москаленко       |
| Михайло Ульянов        | маршал Жуков             |
| Геннадій Корольков     | генерал Крайнюков        |
| Олександр Денисов      | генерал Боголюбов        |
| Олександр Голобородько | генерал Рокоссовський    |
| Анатолій Хостікоєв     | генерал Черняховський    |
| Сергій Пономаренко     | Єпішев                   |
| Гурам Пірцхалава       | генерал Леселідзе        |
| Федір Шмаков           | Трофімич                 |
| Вадим Кириленко        | Анитферов                |
| Юрій Крітенко          | Кальченко                |
| Володимир Вихров       | старший лейтенант        |
| Володимир Мазур        | старшина Пилип           |
| Борис Болдиревський    | Аккуратов                |
| Георгій Дворніков      | кінооператор             |
| Харій Лієпіньш         | фельдмаршал Манштейн     |
| Паул Буткевич          | Ерхард Раус              |
| Улдіс Думпіс           | Вольф-Гуттгер            |
| Геннадій Болотов       | підполковник             |

## Знімальна група
- Режисер-постановник: Володимир Шевченко
- Сценарист: Ігор Малишевський
- Оператор-постановник: Михайло Чорний, Олександр Чорний
- Художник-постановник: Віктор Мигулько
- Композитор: Євген Станкович
- Пісня Бориса Вахнюка
- Звукооператор: Георгій Салов
- Режисер: Вілен Хацкевич
- Оператори: Михайло Сергієнко, Валерій Осадчий (комбіновані зйомки)
- Костюми: Н. Браун
- Художник по гриму: Галина Тишлек
- Режисер монтажу: Доллі Найвельт
- Редактор: Володимир Гайдай
- Асистенти режисера: Є. Камінський, О. Маслаченко, Володимир Фесенко
- Директор картини: Володимир Князєв